# Mstětice (Zeleneč)
Mstětice jsou částí obce Zeleneč, která leží v okresu Praha-východ ve Středočeském kraji.
Vesnicí prochází železniční trať Praha – Lysá nad Labem – Kolín, na které je zřízena železniční stanice Mstětice. Po trati jsou vedeny linky Pražské integrované dopravy S2 a S22, ale vzhledem k malé frekvenci cestujících zde zastavuje jen zhruba polovina osobních vlaků.

## Současnost Mstětic

### Velkosklad pohonných hmot
Společnost Čepro zde provozuje velkokapacitní sklad pohonných hmot. Dále se zde stéká pět produktovodů stejné firmy – od Kralup, Roudnice nad Labem a Kolína.

### Golfové hřiště
Ve Mstěticích je 18jamkové golfové hřiště společnosti Golf & Country Club. Je situováno do rovinatého terénu, dráhy jsou lemovány vysokým travním porostem s křovisky. Součástí areálu je také tréninkový komplex.

### Vědecko-technické centrum
U železniční trati bylo v roce 2007 postaveno vědecko-technologické centrum, které je zaměřeno na vědce, výzkumníky a začínající podnikatele v oblasti dopravních technologií a dalších příbuzných oborů. Projekt za 160 milionů korun realizovala firma Eurosignal, dceřiná společnost AŽD Praha, v součinnosti s fondy Evropské unie a Fakultou dopravní ČVUT. Část areálu je určena pro studenty a absolventy technických oborů, kterým má VTC Mstětice pomoci v jejich podnikatelských začátcích.

### Skladový areál
Mezi silnicí II/611 a železniční tratí se připravuje výstavba skladového areálu Mstětice, který naváže na stávající sklad při dálnici D11 v katastrálním území Jirny.

### Prodejna nářadí a zahradní techniky DoVa-VANÍK
Na návsi vjezd vedle velké stoleté lípy v bývalém statku, z něhož bohužel již zůstala hlavní budova. Nyní je zde sídlo fy DoVa VANÍK s prodejnou profesionálního nářadí a zahradní technikou.

### Parkovací dům
Středočeský kraj plánuje u železniční stanice výstavbu parkovacího domu pro 340 vozidel.

### Nový Zeleneč
V lokalitě severně od železniční stanice a západně od současné zástavby vzniká od roku 2022 obytný soubor Nový Zeleneč, kde má žít podle vyjádření investora až 3 500 obyvatel. Součástí obytného souboru má být také náves, kostel, hřbitov, základní a mateřská škola.

## Fotogalerie

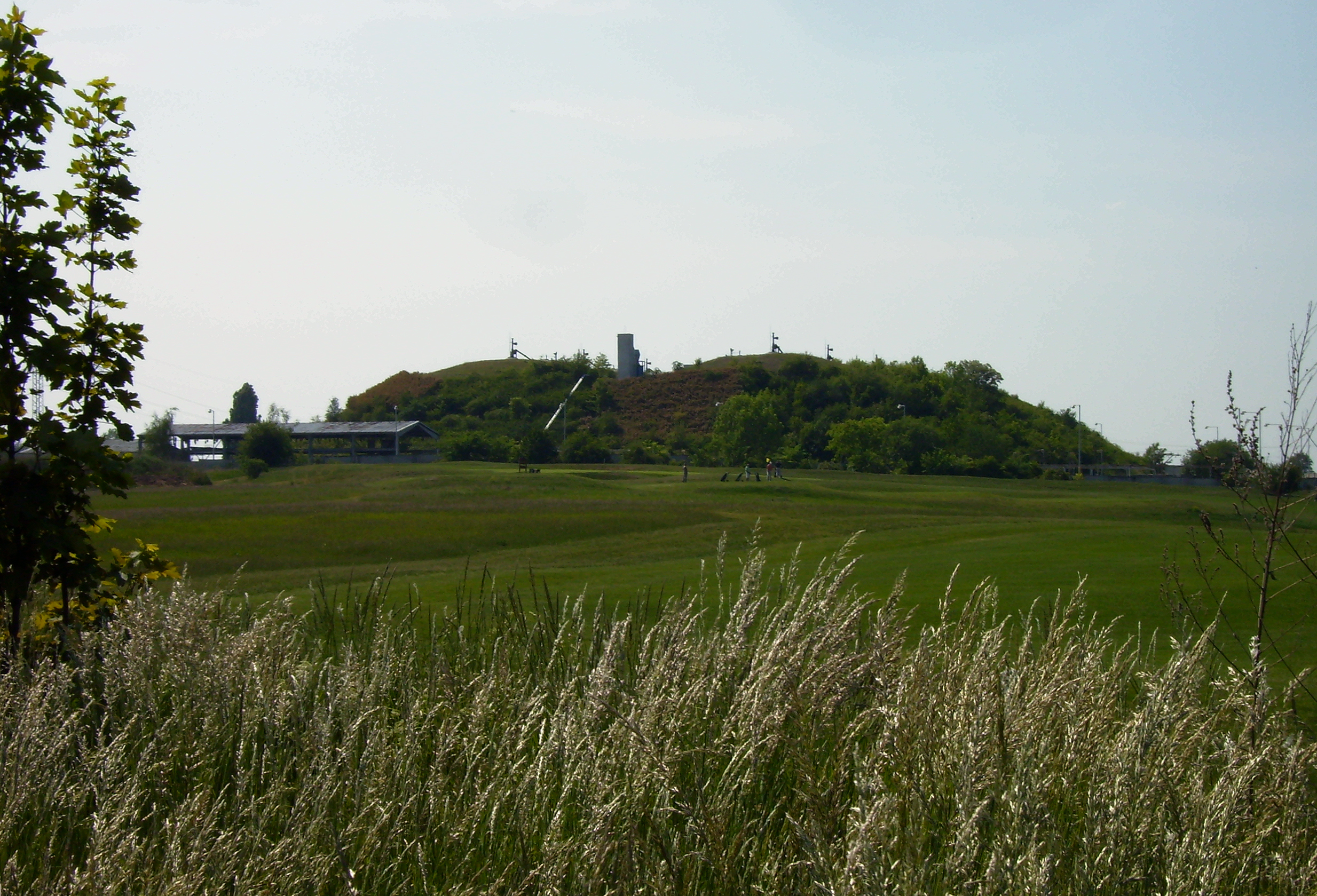
Sklad ropných produktů ČEPRO
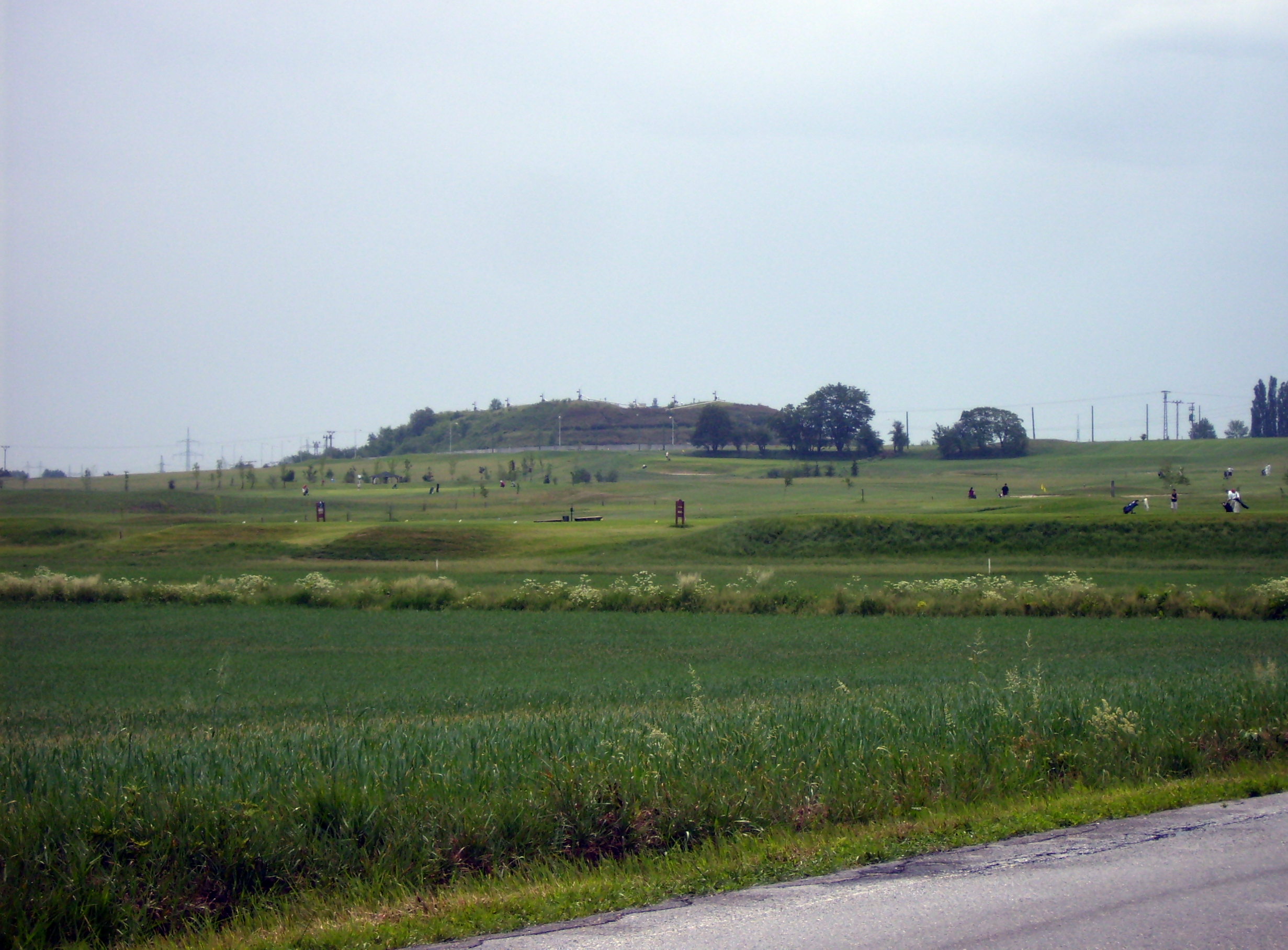
Mstětice – v popředí golfové hřiště, v pozadí zásobníky ropných produktů společnosti ČEPRO
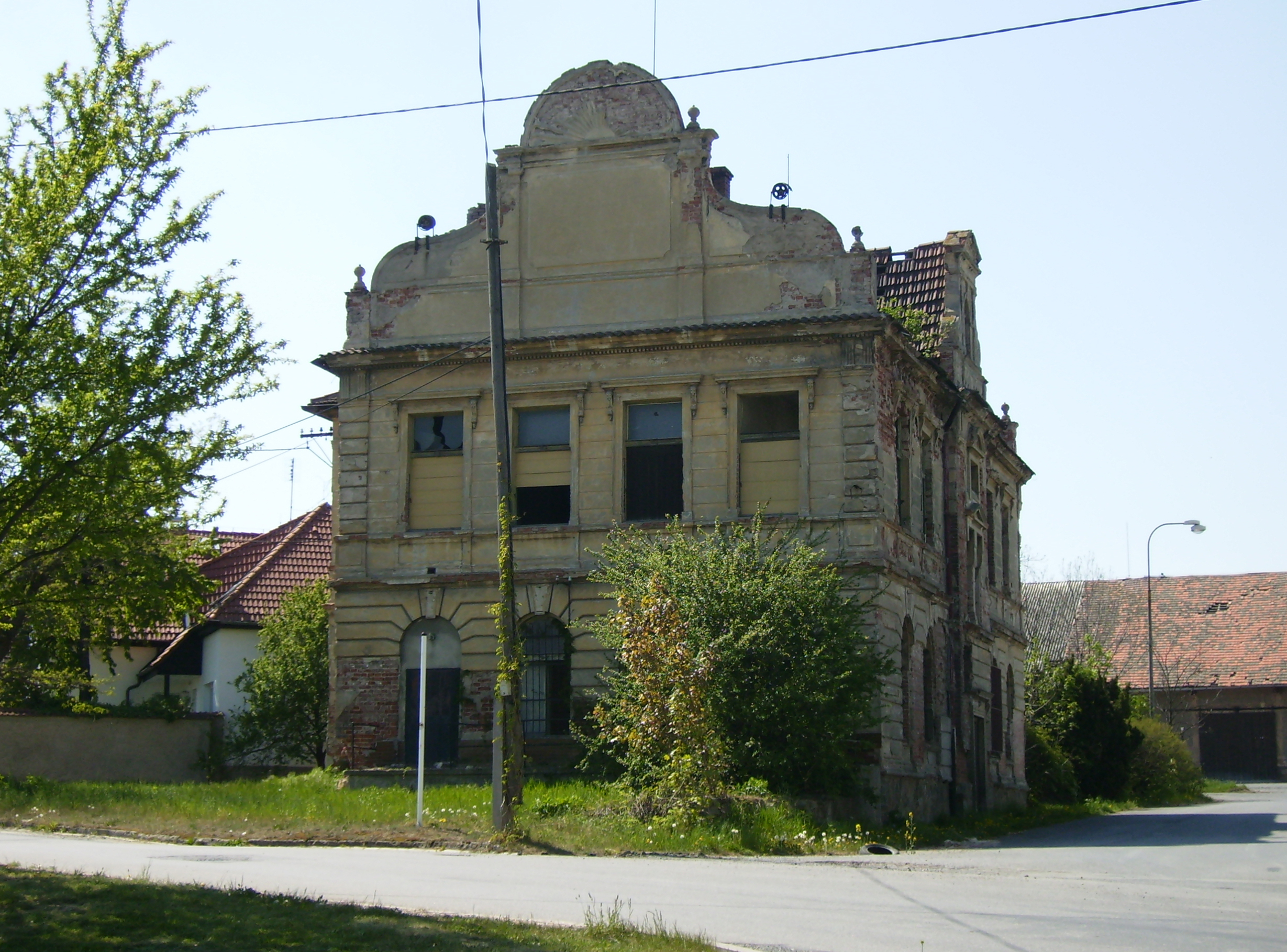
Ruina budovy ve Mstěticích
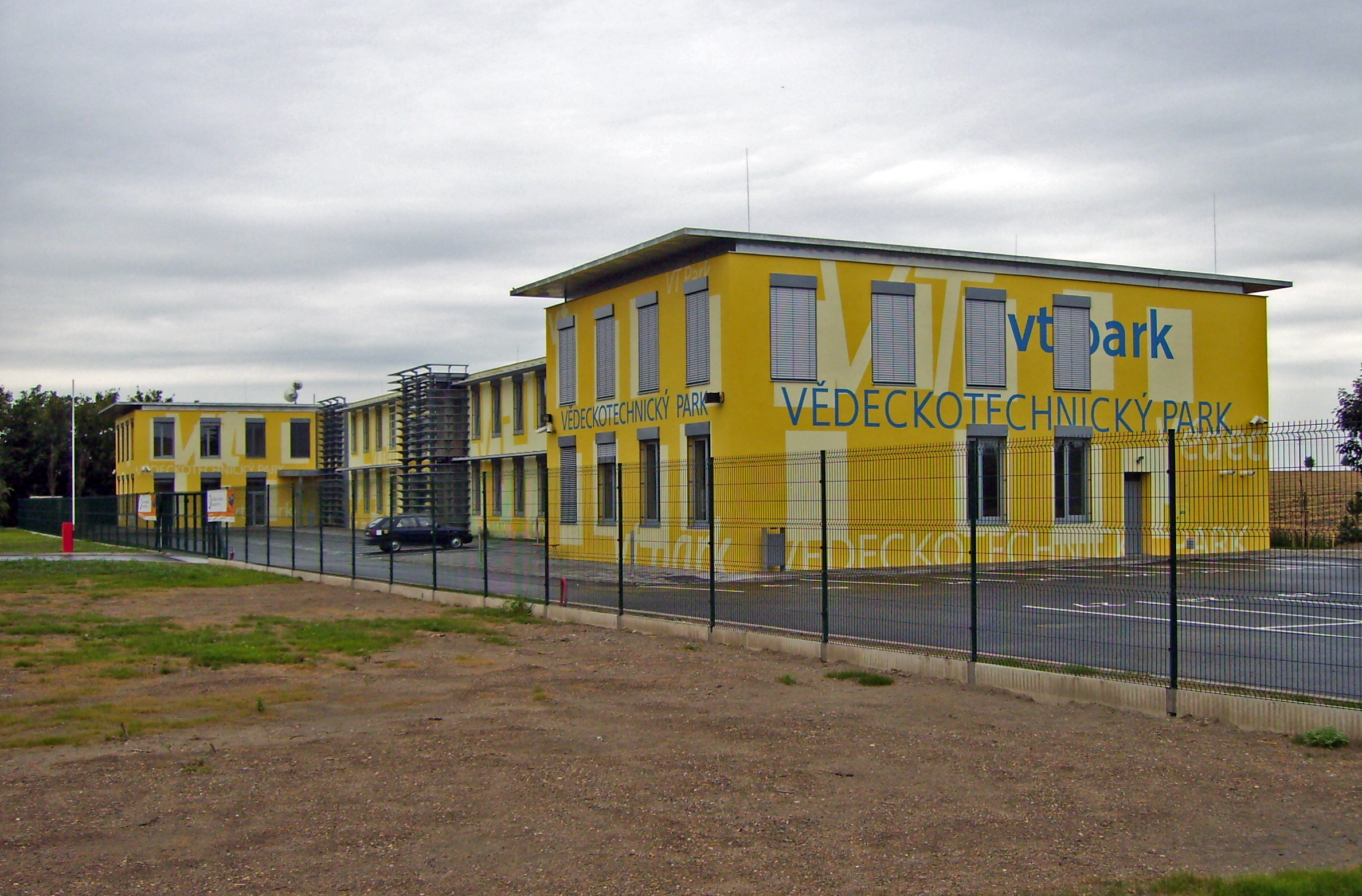
Mstětický vědeckotechnický park